# Dorothy Drew (saltadora)
Dorothy Ann Drew (2 de noviembre de 1934-1 de mayo de 2001) fue una clavadista o saltadora de trampolín británica. Quién compitió en el evento de trampolín de 3 metros en los Juegos Olímpicos de Helsinki 1952.